# Щучье (озеро, Нижневартовский район)
Щу́чье — крупное реликтовое озеро в Нижневартовском районе Ханты-Мансийского автономного округа России.
Озеро расположено в центральной части Западно-Сибирской равнины, в 7 км в юго-востоку от посёлка Новоаганск, на правобережье реки Аган.
Площадь поверхности озера 31,2 км². Площадь водосбора 89 км². Имеет почти правильную круглую форму. Берега болотистые с неглубокими заросшими заводями, на дне толстый слой ила. С востока впадает река Сартъёган, она же вытекает в южной части озера.
В озере обитает щука, также окунь,  ёрш и сом.

## Экология
У местных жителей вызывает обеспокоенность ухудшившееся экологическая обстановка на озере. Уменьшаются уловы рыбы, исчезла популяция лосей на берегах. Жители винят в этом компанию ЛУКОЙЛ, проводящую на озере сейсморазведочную деятельность, в результате которой происходит вырубка деревьев на переездах через ручьи, ведущие из рек к озеру. Ручьи завалены бревнами, что мешает рыбе пройти в озеро.    

## Данные водного реестра
По данным государственного водного реестра России относится к Верхнеобскому бассейновому округу, водохозяйственный участок озера — Обь от впадения реки Вах до города Нефтеюганск, речной подбассейн озера — Обь ниже Ваха до впадения Иртыша. Речной бассейн озера — (Верхняя) Обь до впадения Иртыша.
По данным геоинформационной системы водохозяйственного районирования территории РФ, подготовленной Федеральным агентством водных ресурсов:
- Код водного объекта в государственном водном реестре — 13011100111115200004753
- Код по гидрологической изученности (ГИ) — 215200475
- Код бассейна — 13.01.10.001
- Номер тома по ГИ — 15
- Выпуск по ГИ — 2